# Ammophila sinensis
Ammophila sinensis là một loài côn trùng cánh màng trong họ Sphecidae, thuộc chi Ammophila. Loài này được Sickmann miêu tả khoa học đầu tiên năm 1894.